# Banda fonica
La banda fonica o banda vocale (in lingua inglese voice frequency, da cui l'abbreviazione VF) è una delle bande di frequenze usata per la trasmissione della voce nelle telecomunicazioni.
In telefonia, la banda di frequenze per la voce è compresa approssimativamente tra  300 Hz e 3400 Hz, motivo per cui la banda ultra low frequency (ULF) dello spettro elettromagnetico è anche chiamata voice frequency, essendone la banda base. L'ampiezza di banda impiegata per una singola trasmissione vocale (ovvero un singolo canale) è tipicamente di 4 kHz, includendo le bande di guardia, permettendo una frequenza di campionamento di 8 kHz per i sistemi di pulse code modulation usati nella PSTN. Per il teorema del campionamento di Nyquist-Shannon, la frequenza di campionamento (8 kHz) deve essere almeno il doppio della componente di frequenza maggiore della voce filtrata prima del campionamento.

## Frequenza fondamentale
Il parlato di un tipico adulto maschio ha una frequenza fondamentale che varia tipicamente tra gli 85 e i 180 Hz, mentre per le donne varia usualmente tra i 165 e i 255 Hz. La frequenza fondamentale di buona parte delle voci è quindi tipicamente esclusa in quanto cade al di sotto della banda filtrata, ma viene comunque percepita dal ricevente sulla base dello spettro di armoniche (fenomeno della fondamentale mancante).